# Deichfußsicherung
Eine Deichfußsicherung ist eine zusätzliche Sicherung eines durch Wasserdruck belasteten Deiches.
Wenn bei einer Sturmflut oder bei Hochwasser auf den Außendeich das Wasser mit großem Druck auf den Deichkörper einwirkt, kann es zu Durchsickerungen kommen. Starke Regenfälle können das Aufweichen der Binnendeichböschung noch verstärken. Der Deich wird immer instabiler. Die Folge einer derartigen Aufweichung des Deiches kann dann ein Böschungsbruch sein.

## Prinzip
Um den Deich zu sichern, wird der gesamte Bereich der verstärkten Durchsickerung zunächst mit einer wasserdurchlässigen Gitterplane abgedeckt. Danach wird auf den Deichfuß eine Gegenlast mit Sandsäcken aufgelegt. Die Sandsäcke werden beginnend von unten die Böschung hinaufgelegt. Die untere Hälfte der Schadenstelle muss stärker belastet werden als die obere. Im oberen Bereich der Durchsickerung darf die Böschung weder durch Sandsäcke beschwert noch durch andere Kräfte belastet werden.
Der bereits durch die Durchweichung vorgeschädigte Deich darf auf keinen Fall unnötig begangen werden. Die vorhandene Grasnarbe darf nicht weiter beschädigt werden.
Bei besonders kritischen Lagen ist der Einsatz einer Deichleiter von Vorteil. Mit Bau- und Stellagebrettern kann man behelfsmäßige Wege bauen, um die Sandsäcke ohne Belastung der Grasnarbe an die Schadenstelle zu bekommen. Ist der Deich besonders schwammig, kann auch die Anlieferung der Sandsäcke mit dem Hubschrauber Gefahren in sich bergen. Durch den vom Rotor erzeugten Luftdruck kann es zu einer Deichabsenkung im Schadensbereich kommen.

## Aufbau
- Auf dem Deich ausgelegt: wasserdurchlässige Gitterplane oder Geotextil
- In der ersten Lage: Alle zwei Säcke 5 cm Fuge lassen! So entsteht eine Drainage, und das Sickerwasser kann austreten.
- In der zweiten Lage: Sandsäcke quer zur ersten Lage legen! Dichter Verband. Andruckgewicht.
- In der dritten Lage: Sandsäcke quer zur zweiten Lage legen. Dichter Verband. Andruckgewicht.

Beim Packen der ersten Sandsacklage ist darauf zu achten, dass jeweils zwischen zwei senkrechten Sackreihen eine Fuge zum Abfließen des Sickerwassers von oben bis unten durchgehend verbleibt. Die Fuge sollte maximal 2–3 cm breit sein. Die Drainierungsfugen können sowohl quer als auch längs zum Deich angelegt werden. Die zweite Sandsacklage über dieser Fuge ist quer zu verlegen. Die Anzahl der Sacklagen richtet sich nach der Stärke der Durchsickerung und der Instabilität des Deichbodens.
Diese Kombination aus wasserdurchlässiger Plane, Drainage und Sandsack bewirkt. dass das Deichbaumaterial im Deich bleibt, das Wasser aber abfließen kann.